# Acanthoisis
Acanthoisis is een geslacht van neteldieren uit de klasse van de Anthozoa (bloemdieren).

## Soorten
- Acanthoisis dhondtae Bayer & Stefani, 1987
- Acanthoisis flabellata Wright & Studer, 1889
- Acanthoisis kimbla Alderslade, 1998
- Acanthoisis myzourida Alderslade, 1998
- Acanthoisis wrastica Alderslade, 1998